# I.N.R.I. (filme)
I.N.R.I. é um filme mudo alemão de 1923 do gênero épico religioso, dirigido por Robert Wiene e estrelado por Gregori Chmara, Henny Porten e Asta Nielsen. O filme é uma releitura dos eventos que levaram à crucificação de Jesus Cristo. Foi baseado em um romance de 1905 de Peter Rosegger. O filme foi redistribuído e relançado nos Estados Unidos em 1934, com uma trilha sonora e uma narração adicionais em inglês e renomeado para Crown of Thorns ("coroa de espinhos"). Estreou em Berlim no dia de Natal de 1923.

## Sinopse
O filme é geralmente convencional em seu tratamento da história de Jesus Cristo, exceto pelo personagem Judas Iscariotes. Judas é retratado como um revolucionário social que quer que Jesus se torne o líder de uma revolta judaica contra o exército romano de ocupação. A eventual traição de Judas a Jesus é influenciada pela desilusão política em vez de dinheiro. O papel de Judas foi muito importante para o filme, conforme concebido por Wiene, porque ligava a história bíblica à história de enquadramento. No entanto, as cenas modernas provocaram oposição dos censores, e o filme foi geralmente exibido sem elas. 

## Curiosidades
A produção cinematográfica usa um dispositivo de enquadramento ambientado na Rússia moderna.
O filme foi filmado ao longo de 90 dias entre maio e setembro de 1923 nos Staaken Studios em Berlim e foi feito com um elenco de estrelas, cenários caros e centenas de figurantes. A direção de arte do filme foi de Ernő Metzner. Em escala e duração, foi o maior filme dirigido por Wiene durante sua carreira.
O filme tornou popular a atriz dinamarquesa Asta Nielsen (Maria Madalena), que era casada com Gregori Chmara (Jesus).
Em razão da reação dos censores quanto às cenas modernas (1923), é comum encontrar apenas as versões nas quais as cenas modernas não são exibidas e, assim, só é possível ter acesso à versão com cortes (versão censurada).
Acredita-se que tenha sido perdido há muito tempo, uma cópia completa sobrevivente foi descoberta nos arquivos da Cineteca del Friuli na Itália em outubro de 1999. Outra cópia foi encontrada no Japão e exibida no National Film Center, Tóquio, em fevereiro de 2006. Embora pareça que algumas cenas estão faltando, é uma impressão colorida de 35 mm com intertítulo em inglês. (A cópia da Cineteca del Friuli é uma impressão de 16 mm.)
Além do título original da versão alemã "I.N.R.I.", da versão estadunidense "Crown of Thorns", o filme também é intitulado como "A Tragédia do Gólgota".

## Elenco
- Gregori Chmara como Jesus Christus
- Henny Porten como Maria
- Asta Nielsen como Maria Magdalena
- Werner Krauss como Pôncio Pilatos
- Emanuel Reicher como Sumo Sacerdote Kaiphas
- Alexander Granach como Judas Iscariotes
- Theodor Becker como o comandante romano
- Robert Taube como Padre Annas
- Bruno Ziener como Simão Petrus
- Hans Heinrich von Twardowski como João
- Emil Lind como Thomas
- Max Kronert como Tiago, o Grande
- Herr Magnus como Tiago, o Menor
- Walter Neumann como Mateus
- Guido Herzfeld como Simão
- Wilhelm Nagel como Filipe
- Lionel Royce como Bartolomeu
- Eduard Kandl como André
- Walter Werner como Lebdäus
- Paul Graetz como Jairo
- Maria Kryshanovskaya como a filha de Jairo
- Mathilde Sussin como a paralítica
- Erik Ode como o jovem Jesus
- Erwin Kalser como o prisioneiro
- Elsa Wagner como a mãe
- Erich Walter como o monge
- Ernst Dernburg como Juiz
- Gustav Oberg como Promotor
- Jaro Fürth como Advogado de defesa
- Pavel Pavlov como o guardião da prisão